# Münster-Herz-Jesu-Viertel

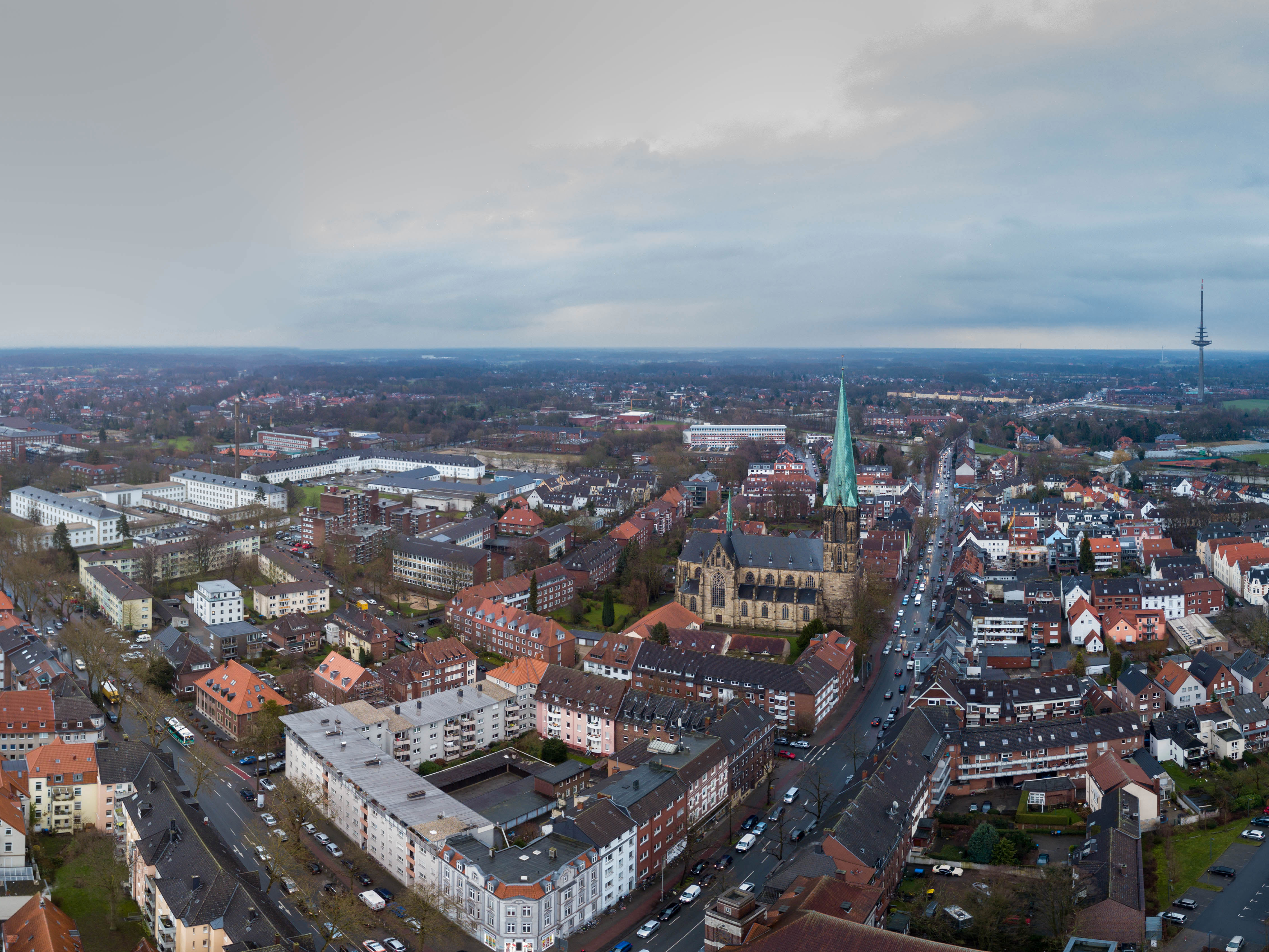
Das Viertel mit der Herz-Jesu-Kirche in der Bildmitte

Das Herz-Jesu-Viertel, aufgrund seiner Entstehungsgeschichte oftmals auch Klein-Muffi genannt, ist ein Innenstadtviertel der westfälischen Stadt Münster und gehört zum Stadtbezirk Mitte. Grob gefasst reicht es von der Manfred-von-Richthofen-Straße im Norden bis zur Schillerstraße im Süden, die es vom münsterschen Hafen trennt. Die Abgrenzung im Westen erfolgt maßgeblich durch den Hohenzollernring, während in Richtung Osten der Dortmund-Ems-Kanal eine recht deutliche Grenze bildet. Der Name des Viertels leitet sich von der Herz-Jesu-Kirche an der Wolbecker Straße, der zentralen Verkehrsachse, ab.

## Geschichte
Das Viertel entstand gegen Ende des 19. Jahrhunderts, als sich vornehmlich niederländische Kanalarbeiter dort niederließen, die am Bau des 1899 fertiggestellten Dortmund-Ems-Kanals und des münsterschen Hafens mitwirkten. Die offizielle Bezeichnung war zunächst Kolonie Werse-Delstrup, da die Siedlung teils zur Bauerschaft Werse der Gemeinde Sankt Mauritz (nördlich der Wolbecker Straße), teils zur Bauerschaft Delstrup der Gemeinde Lamberti (südlich) gehörte. 1895–1900 wurde die Herz-Jesu-Kirche errichtet, 1903 wurde das Viertel nach Münster eingemeindet.
In der Bevölkerung Münsters erhielt das Stadtviertel die Bezeichnung „Klein-Muffi“, abgeleitet von „muffen“ aus der Geheim- und Sondersprache Masematte, was „stinken“ oder „übel riechen“ bedeutet. Das Viertel war eine Hochburg der Masematte, weil Schmuggler und Kriminelle dort ihr Quartier bezogen. Der zentrale Hubertiplatz war in der Zeit der Weltwirtschaftskrise Treffpunkt für Kommunisten und wurde deshalb auch „Roter Platz“ genannt. 2020 wohnten 5259 Menschen in dem Viertel, davon waren 10,6 % über 80 Jahre alt und hatten 331 Bürger nicht die deutsche Staatsangehörigkeit, was einem Ausländeranteil von 6,3 % entspricht.

## Stadtbild

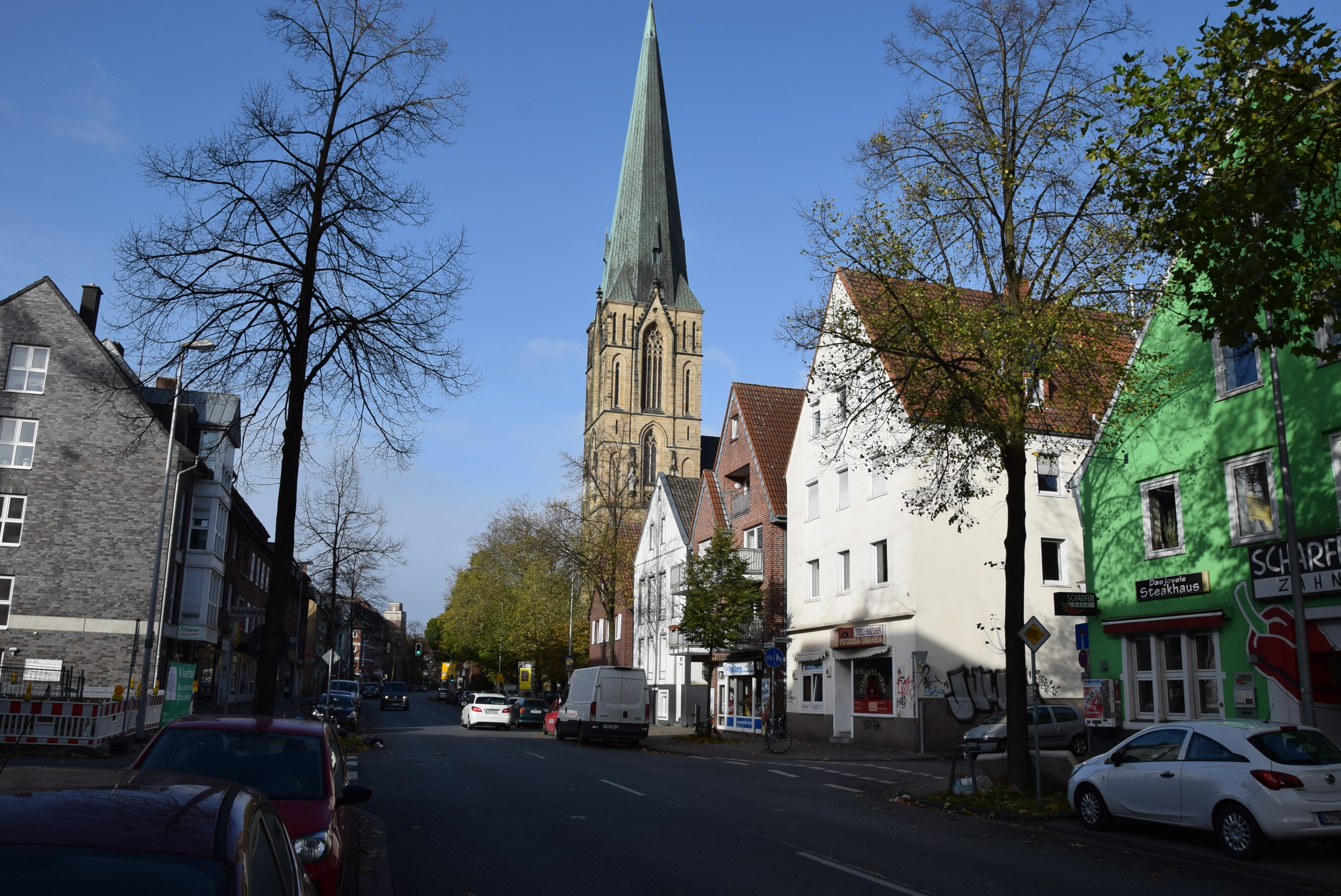
Die Wolbecker Straße mit der Herz-Jesu-Kirche

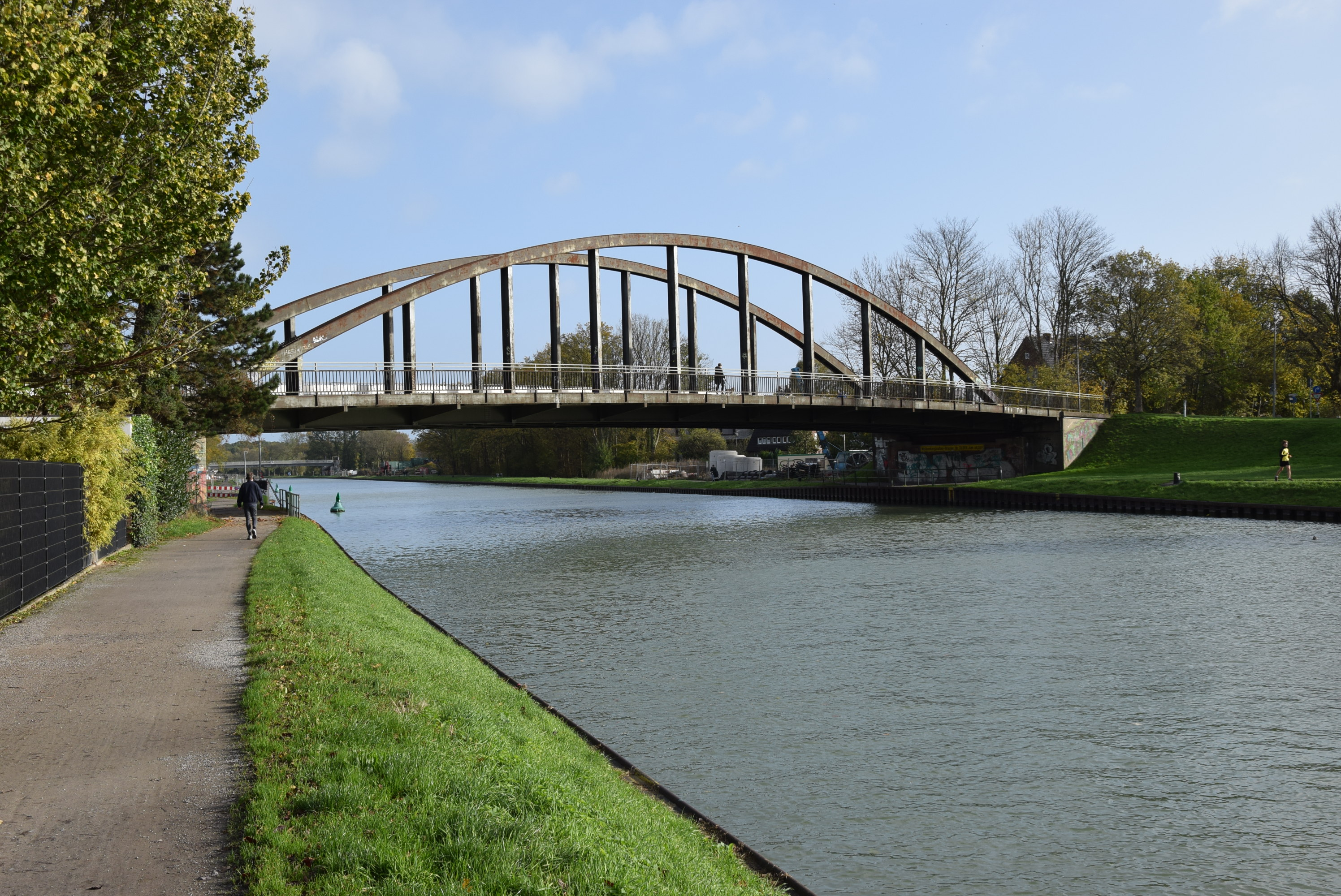
Wolbecker Straße, Brücke über den Dortmund-Ems-Kanal

Das Stadtviertel lässt sich in zwei Teile untergliedern: Der nördliche Teil ist maßgeblich geprägt von Behörden und anderen Dienstleistungsunternehmen. Insbesondere dominiert hier die Kaserne der Luftwaffe des ehemaligen Lufttransportkommandos sowie der Neubau der Mathilde Anneke Gesamtschule, in dem auch die Musik- und Kunstschule Klangfarben angesiedelt ist. Der südliche Teil, insbesondere südlich der Wolbecker Straße, dient überwiegend dem Wohnen. Aufgrund seiner Lage am Kanal und dem „Kreativkai“ am Hafen sowie der Nähe zur Innenstadt ist das Viertel eine beliebte Wohngegend. In dieser Wohngegend war der Hochbunker an der Ottostraße zu finden.